# Heinz Sippel
Heinz Sippel, nemški bankir, * 1922, † 2019.

## Odlikovanja in nagrade
Leta 1997 je prejel častni znak svobode Republike Slovenije z naslednjo utemeljitvijo: »za zasluge v dobro Sloveniji, še posebej v procesu njenega osamosvajanja«.